# Igreja de Jesus de Génova

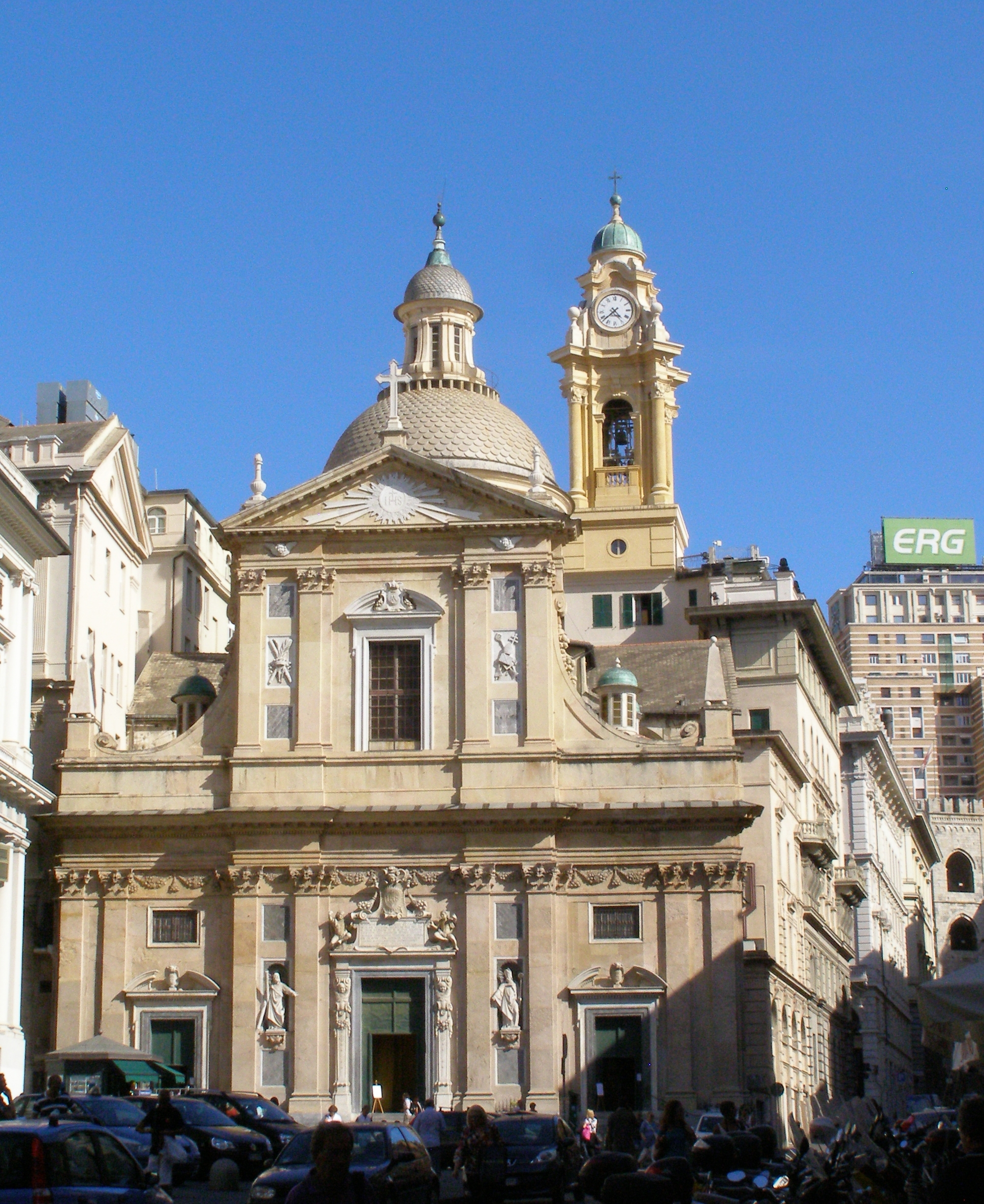
Igreja de Jesus

A Igreja del Gesù (também Igreja de Jesus e dos Santos Ambrósio e André) é uma igreja em Génova e foi construída no final do século XVI sobre uma antiga igreja jesuíta. A igreja em si está localizada com a Piazza Matteotti em frente, nas imediações da Piazza De Ferrari e, portanto, no centro da cidade. Governada pelos jesuítas desde o século XVI, o rico interior contém obras de Rubens, Reni e dos principais autores do barroco genovês.
A construção do seu teto é notável; Para além da travessia, cinco capelas estão equipadas com zimbórios. Cada uma destas torres tem, para além de um andar de lanterna sob a cúpula (e por vezes um anel das lucarnas na parte inferior da cúpula), uma lanterna na cúpula, que por sua vez tem janelas, também com ligação ao interior.
O núcleo da primitiva igreja do Santo Ambrósio remonta à fuga do clero milanês após as perseguições Lombardas, o bispo de Milão. O bispo Onorato Castiglioni em 569 mudou-se para Génova (diocese sujeita) estabelecendo-se no bairro do galinheiro perto da catedral de San Lorenzo. O cativeiro genovês durou até meados do século VII quando Giovanni Bono trouxe a sua cadeira de volta para a cidade milanesa. A presença dos milaneses na cidade exigiu que fosse construída uma igreja no seu bairro e dedicada a Santo Ambrósio..
O edifício passou então para as mãos dos Jesuítas, que chegaram a Génova em 1552, que o reconstruíram na sua forma actual em 1589 com base num projecto do jesuíta Giuseppe Valeriano, também autor da Igreja de Gesù Nuovo em Nápoles, graças ao financiamento da importante família Pallavicini. O plano parece ter sido modelado por Valeriano a partir do da Santa Maria Assunta em Carignano construída alguns anos antes por Alessi, inserida num quadrado e apresentando cinco cúpulas. Posteriormente, como se pode observar na planta da gravura de Rubens publicada nos Palazzi di Genova, foi acrescentada uma baía no lado da entrada, transformando a planta de quadrada em retangular.

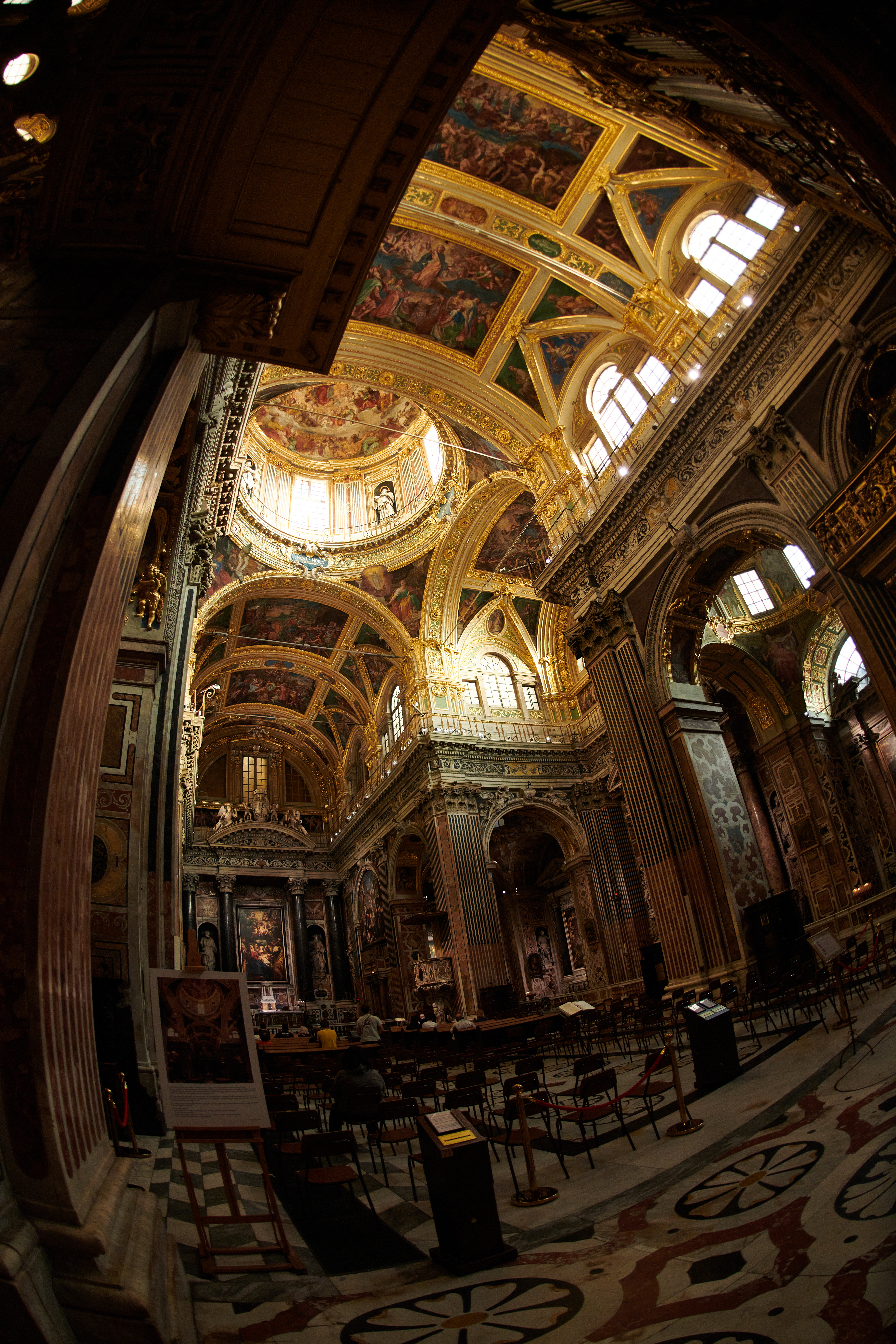
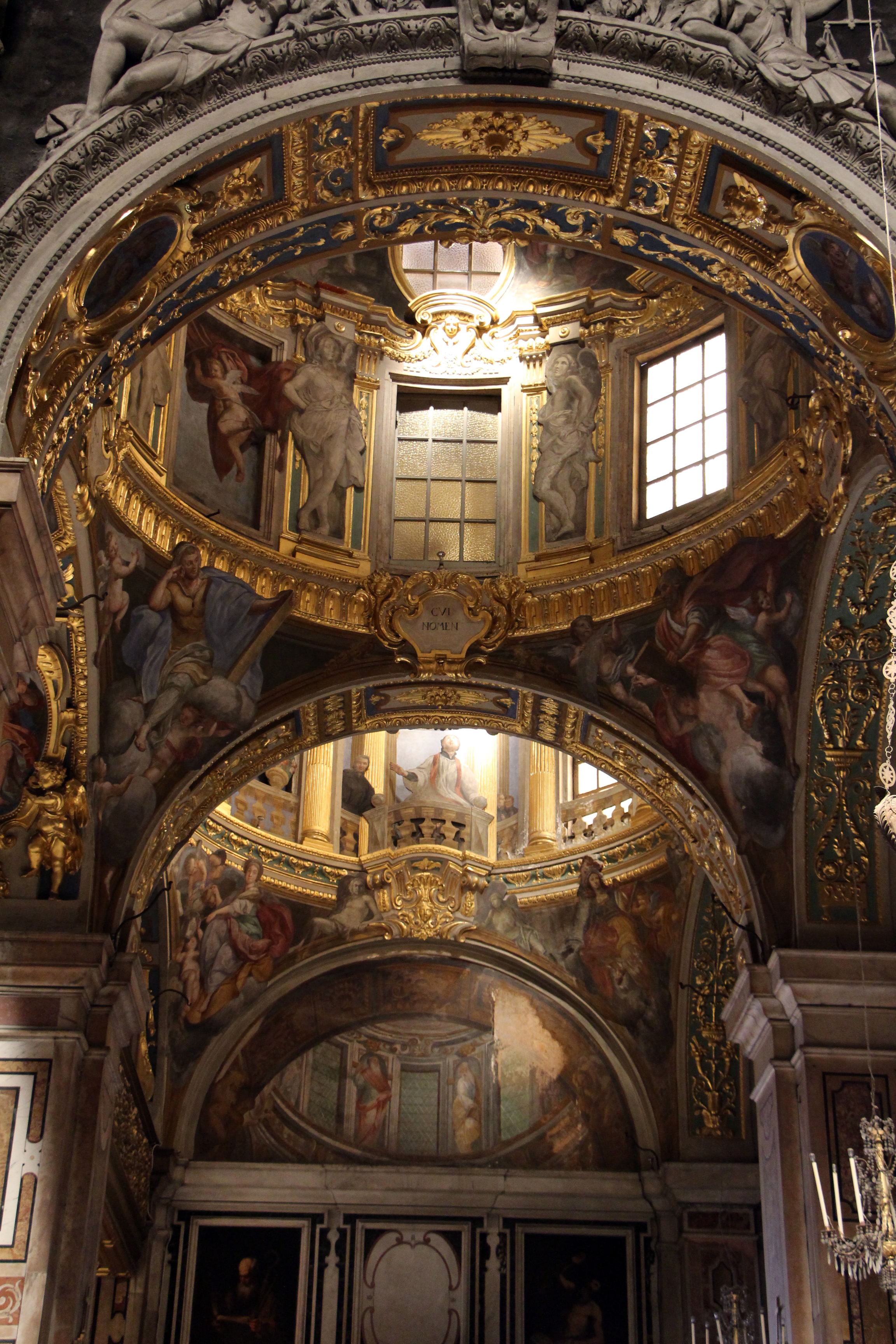
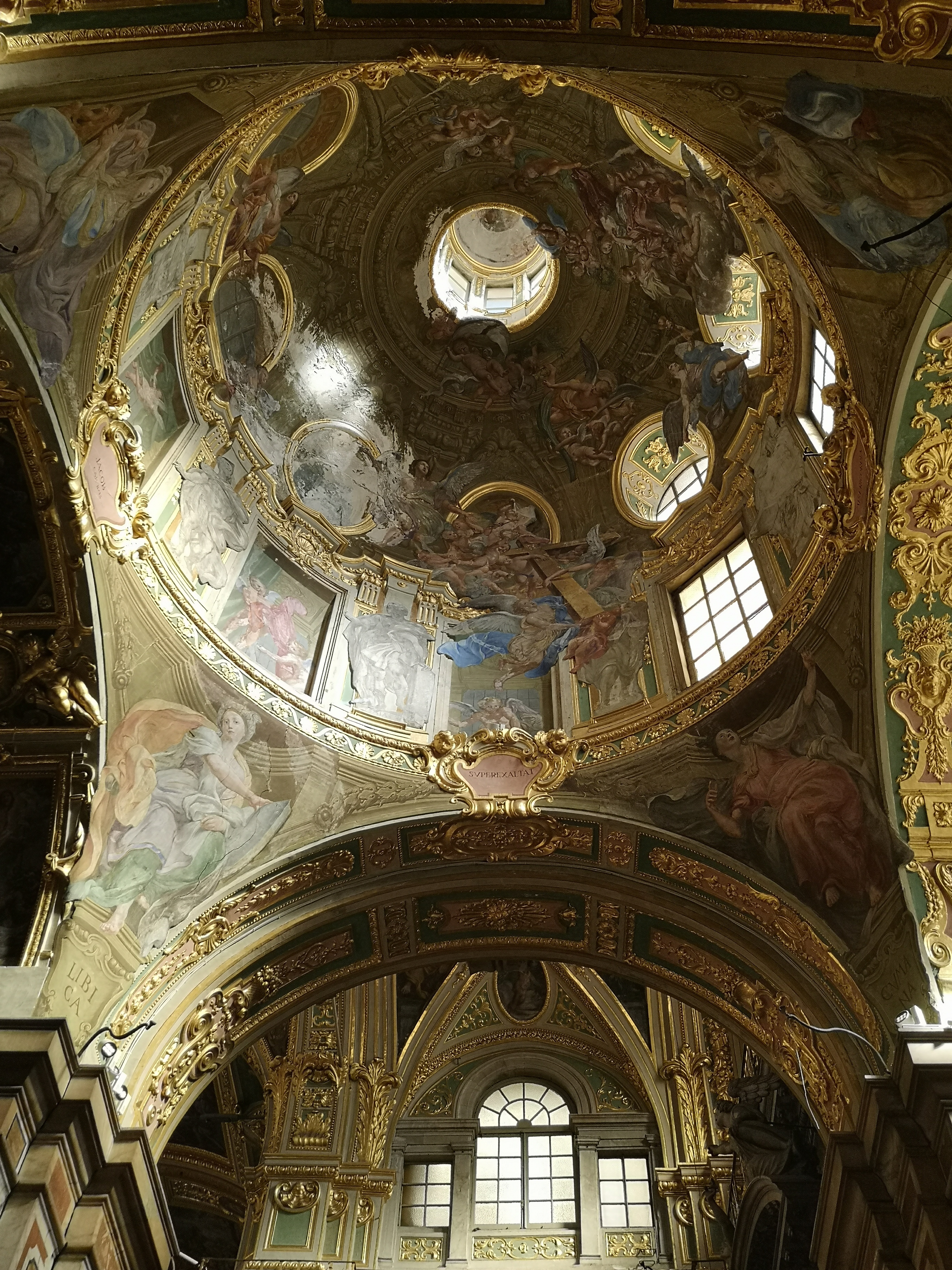
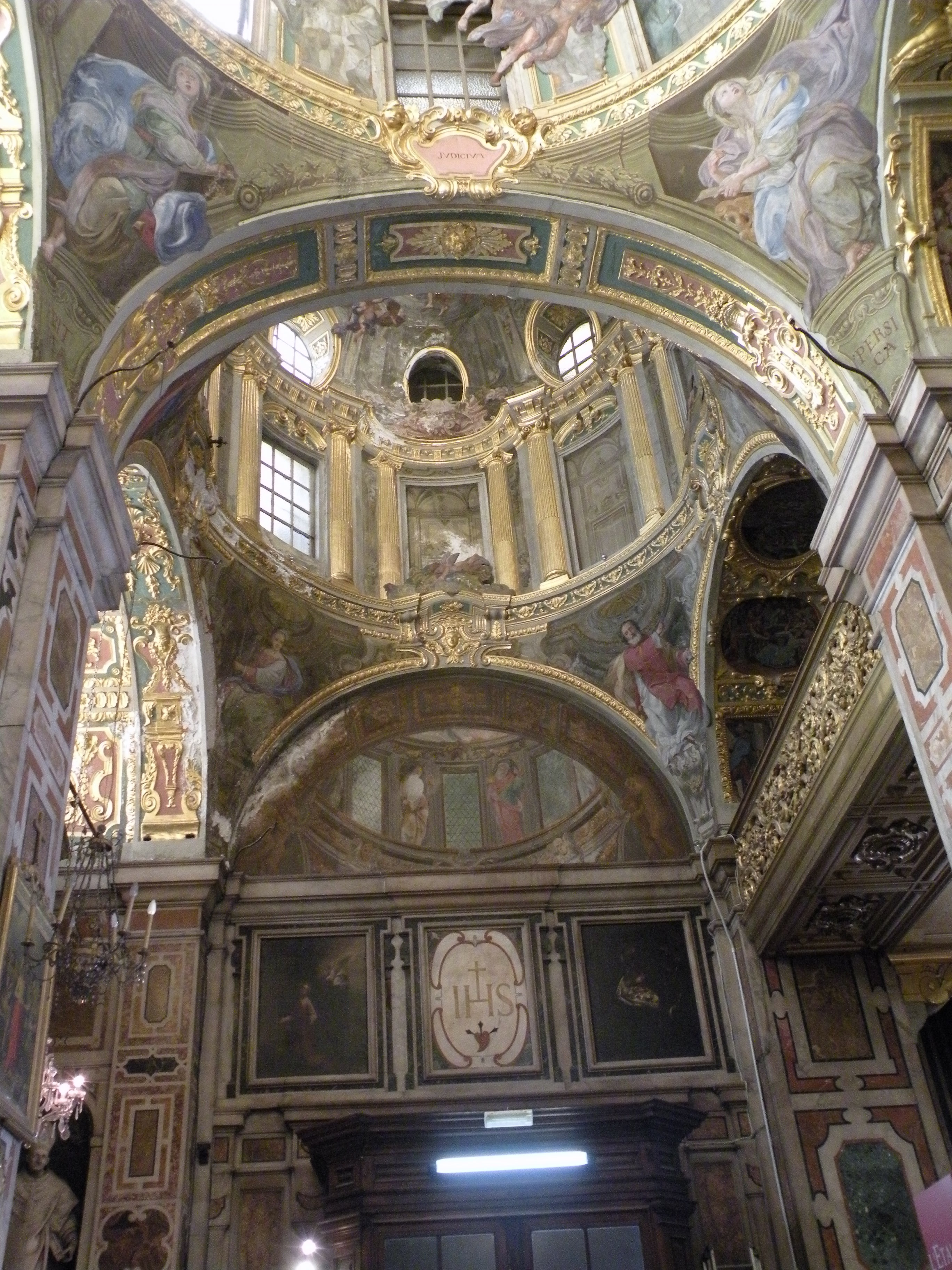